# 流山市立博物館
流山市立博物館（ながれやましりつはくぶつかん）は、千葉県流山市加一丁目にある流山市営の博物館である。2008年には開館30周年を迎えた。博物館は、流山市立中央図書館と建物を共有している。

## 概要
- 鉄道関係の展示
  - 流鉄 - 軽便鉄道時代の写真なども展示されている。
  - 東武野田線 - 古い写真なども展示されている。
- 軍事関係の展示
  - 陸軍糧秣本廠流山出張所 - 出張所内の見取図など展示もされている。
- 味醂関係の展示
- 宅地開発関係の展示
- 古代遺跡関係の展示
- ビデオの視聴 - 流山市に関連するビデオが視聴できる。入館者自身がビデオを選択して、ビデオデッキにセットし、テレビで見る。流鉄が取材され、テレビ放映されたときのビデオもある。（2004年現在）
- 当博物館発行の書籍の閲覧 - 一階では販売もされている。隣接する流山市立中央図書館でも閲覧できる。

## 歴史
- 1978年 - 開館。
- 2008年 - 開館30周年。
- 2025年8月より-　改装工事のため当分の間閉館。

## 利用
- 開館時間：午前9時30分 - 午後5時00分
- 休館日：月曜日。祝日開館（月曜日の場合は火曜日休館）。年末年始（12月28日 - 1月4日）。館内整理日（土・日を除く月の末日）。臨時休館は問い合わせが必要。
- 駐車場：あり
- 身障者設備：あり

## 交通
電車
- 流鉄流山線流山駅下車徒歩7分
- 首都圏新都市鉄道つくばエクスプレス流山セントラルパーク駅下車徒歩20分

バス
- 松戸駅前行、江戸川台駅行バス文化会館入り口下車徒歩2分

自動車
- 常磐自動車道流山ICより15分

## 周辺施設
- 流山市立中央図書館 - 流山市立博物館に隣接（同一建物）
- 葛飾県印旛県庁跡
- 六部尊